# District d'Uster
Le district d'Uster est un district du canton de Zurich en Suisse.

## Communes
| Nom                 | N° OFS | Population (décembre 2022) |
| ------------------- | ------ | -------------------------- |
| Dübendorf           | 191    | +030 801,                  |
| Egg                 | 192    | +008 786,                  |
| Fällanden           | 193    | +009 461,                  |
| Greifensee          | 194    | +005 329,                  |
| Maur                | 195    | +010 757,                  |
| Mönchaltorf         | 196    | +004 118,                  |
| Schwerzenbach       | 197    | +005 133,                  |
| Uster               | 198    | +035 748,                  |
| Volketswil          | 199    | +019 412,                  |
| Wangen-Brüttisellen | 200    | +008 097,                  |
| Total               | Total  | +137 642,                  |